# Милович, Владимир
Владимир Милович пс. Маслав (пол. Włodzimierz Milowicz; 1838, Дмитровка на Волыни — 10 июля 1884, Краков) — польский юрист и журналист, один из лидеров Тройницкого союза в Киеве, эмиссар польской эмиграции подготовляющей январское восстания (член комиссии оружия), вероятно, член Национального Правительства Кароля Маевского (июнь/июль 1863).

## Биография
Он был одним из двух сыновей Кременецкого судьи Северина Миловича (ум. 1850). Окончил Одесскую гимназию, затем изучал право в Киевском университете (1855—1899). Во время учебы в Киеве был одним из основателей и членом тайного Тройницого общества (который, вместе с кругом польских офицеров в Санкт-Петербурге, подготавливал восстание) также принял участие в студенческих столкновениях с полицией. В 1859 году по решению своего брата Эдмунда унаследовал часть имения отца, решил уехать за границу и присоединиться к польской эмиграции.

### Период январского восстания
В феврале 1863 года Владимир Милович был в Берлине и Вроцлаве. Нет однозначной информации о его роли во время восстания и последующих месяцах, в том числе в работе национального правительства.
Согласно Стефану Кеневичу Владимиру было предложено войти в состав правительства в июле 1863 года, но он не согласился.